# Akil Campbell
Akil Campbell (* 1. Februar 1996 in San Fernando) ist ein Radsportler aus Trinidad und Tobago, der Rennen auf Straße und Bahn bestreitet.

## Sportlicher Werdegang
Seit 2015 ist Akil Campbell im Leistungsradsport aktiv. Seitdem wurde er mehrfach nationaler Meister auf der Bahn wie auf der Straße. 2021 wurde er Panamerikameister im Scratch und gewann den Wettbewerb in dieser Disziplin beim Lauf des Track Cycling Nations’ Cup in Cali in Cali.
2021 startete Campbell in Roubaix als erster Radsportler seines Landes bei Bahnweltmeisterschaften. Im Scratch belegte er Platz 21 und im Omnium Platz 23. 2022 startete er beim Harlem Skyscraper Cycling Classic und belegte Rang sechs.

## Familie
Akil Campbell ist ein älterer Bruder von Teniel Campbell, die als erste Radsportlerin ihres Landes eine Medaille bei einem offiziellen internationalen Wettbewerb errang.

## Erfolge

### Bahn
2015
- Meister von Trinidad und Tobago – Scratch, Mannschaftsverfolgung (mit Maharajh Varun, Jovian Gomez und Barry Luces)

2017
- Meister von Trinidad und Tobago – Punktefahren, Omnium

2019
- Meister von Trinidad und Tobago – Scratch, Omnium, Einerverfolgung

2021
- Panamerikameister – Scratch
- Track Cycling Nations’ Cup in Cali – Ausscheidungsfahren

2022
- Panamerikameisterschaft – Scratch
- Meister von Trinidad und Tobago – Scratch, Punktefahren, Einerverfolgung
- Track Cycling Nations’ Cup in Cali – Ausscheidungsfahren

2023
- Panamerikameisterschaft – Omnium
- Zentralamerika- und Karibikspiele – Omnium

2024
- Panamerikameisterschaft – Scratch

2025
- Meister von Trinidad und Tobago – Ausscheidungsfahren, Omnium, Punktefahren, Einerverfolgung

### Straße
2012
- Jugend-Meister von Trinidad und Tobago – Straßenrennen

2014
- Junioren-Meister von Trinidad und Tobago – Einzelzeitfahren

2015
- Meister von Trinidad und Tobago – Einzelzeitfahren

2016
- Meister von Trinidad und Tobago – Einzelzeitfahren

2018
- Meister von Trinidad und Tobago – Kriterium

2023
- Meister von Trinidad und Tobago – Einzelzeitfahren